# أندريه براون (لاعب كرة قدم أمريكية مواليد 1966)
أندريه براون (بالإنجليزية: Andre Brown)‏ هو لاعب كرة قدم أمريكية أمريكي، ولد في 21 أغسطس 1966 في شيكاغو في الولايات المتحدة.

## وصلات خارجية
- أندريه براون على موقع مرجع كرة القدم المحترفة.كوم (الإنجليزية)
- أندريه براون على موقع كلية كرة القدم في سبورتس رفرنس.كوم (الإنجليزية)